# 금강구락부 정구단
금강구락부 정구단(金剛俱樂部庭球團)은 일제강점기 조선 경기도 경성부에 있었던 정구 선수단이다. 1912년에 창단되었고 1931년 이후에 해단되었다. 1930년 4월 1일에 《동아일보》가 창간 10주년을 맞이하여 조선 체육계 공로자에 대한 표창을 하면서 밝힌 바에 따르면, 금강구락부는 한국 최초의 정구단으로 기록되고 있다.

## 시즌별 성적
| 시즌 | 대회                     | 종목      | 참가 | 경기 | 승 | 무 | 패 | 순위   |
| ---- | ------------------------ | --------- | ---- | ---- | -- | -- | -- | ------ |
| 1921 | 전국체육대회 정구 청년부 | 남자 단체 | 9    | 2    | 2  | 0  | 0  | 우승   |
| 1922 | 전국체육대회 정구 청년부 | 남자 단체 | 9    | 3    | 3  | 0  | 0  | 우승   |
| 1923 | 전국체육대회 정구 청년부 | 남자 단체 | 11   | 4    | 4  | 0  | 0  | 우승   |
| 1924 | 전국체육대회 정구 청년부 | 남자 단체 | 11   | 3    | 2  | 0  | 1  | 준우승 |

## 수상 기록
| 시즌 | 대회                     | 수상   |
| ---- | ------------------------ | ------ |
| 1921 | 전국체육대회 정구 청년부 | 우승   |
| 1922 | 전국체육대회 정구 청년부 | 우승   |
| 1923 | 전국체육대회 정구 청년부 | 우승   |
| 1924 | 전국체육대회 정구 청년부 | 준우승 |

## 참고 문헌
- 《대한체육회 50년》. 대한체육회. 1970. 2020년 11월 8일에 원본 문서에서 보존된 문서. 2022년 11월 5일에 확인함.
- 《대한체육회 70년사》. 대한체육회. 1990. 2020년 11월 8일에 원본 문서에서 보존된 문서. 2022년 11월 5일에 확인함.
- 《대한체육회 90년사》. 대한체육회. 2011. 2020년 11월 8일에 원본 문서에서 보존된 문서. 2022년 11월 5일에 확인함.
- 대한체육회 100주년 기념사업부 (2020). 《대한민국 체육 100년》. 대한체육회.
- “스포츠지원포털 등록 현황”. 대한체육회.
- “대한체육회 국내종합경기대회”. 대한체육회.
- “體育事業(체육사업) 功勞者略歷紹介(공로자약력소개) 創刊十週年記念事業(창간십주년기념사업)”. 동아일보. 1930년 4월 13일.